# Gimme Some Truth
Gimme Some Truth är en låt av John Lennon, inspelad 1971 och återfinns på albumet Imagine. På LP-versionen är låten öppningsspår på sidan 2. Den är en tydlig protest mot politiker och Vietnamkriget. Lennon började arbeta med låten under Beatles Get Back sessions i januari 1969. På versionen från LP:n Imagine spelar den tidigare Beatlesmedlemmen George Harrison sologitarr.
Gimme Some Truth är också namnet på en film om inspelningen av LP:n Imagine.